# Димитрије Катић
Димитрије Катић (Црквенац, 21. јун 1843 — Црквенац, 20. март 1899) био је српски политичар и председник Народне скупштине. Познат је по својим концизним и јасним и доказима поткрепљеним говорима.

## Биографија
Димитрије Катић рођен је 21. јула 1843. године у Црквенцу, код Свилајнца у ресавском срезу. У неким изворима појављује да је рођен 1845. године. Похађао је у Свилајнцу један разред гимназије, а онда је прешао на Трговачку школу у Београду, коју је завршио 1860. године У Београду је радио две године као трговац. Након очеве смрти вратио се у Црквенац, јер је био једина мушка глава у породици. У селу је стекао велики углед као примеран и писмен човек. Уводио је новине у пољопривреди и сточарству, па су његове савете слушали и сељаци околних села. По први пут изабран је за народног посланика 1874. године и готово стално је био биран за народног посланика (са изузетком 1884. и 1898). Много година је био ресавски посланик. Најпре је кратко време припадао либералној странци, а онда се придружио групи Адама Богосављевића. И кад је припадао либералима критиковао је либералну владу често оштрије од радикалне опозиције. У Радикалну странку је прешао незадовољан склапањем железничког уговора са Аустријом. Истакао се храброшћу у Другом српско-турском рату, у коме је био командант ескадрона. Отац је грађевинског инжењера Симе Катића.

## Политичка каријера
Одмах је постао члан Главнога одбора Народне радикалне странке. Почетком 1882. дошло је до коначног расцепа радикала и напредњака око финансијских питања и односа према Русији. Димитрије Катић је 30. јануара 1882. у скупштини објавио раскид између радикала и напредњака. Пред избијање Тимочке буне на тајном радикалном састанку наводно је предлагао је да у случају буне треба побити све чиновнике.
Краљ Милан му је био политички противник, а за разлику од већине радикалних вођа није га могао придобити државном службом ни уступцима. Био је члан Уставотворног одбора за израду пројекта Устава из 1888. Противио се постојању квалификованих посланика, који улазе у скупштину без избора. За разлику од њега већина радикала је попустила о том питању. Захтевао је безуспешно да се у Устав унесе начело народне суверености, односно да сва власт потиче из народа. За разлику од осталих радикала на седници Уставотворног одбора заједно са Ранком Тајсићем гласао је против нацрта новог устава из 1888.
Када су радикали дошли на власт, Димитрије Катић и Ранко Тајсић су се и према њима понашали као да су опозиција. Знали су често да буду жешћи критичари радикалне владе од целе опозиције. У неприлику је доводио многе радикалне министре и председнике скупштинских одбора, који би морали да примају њихове предлоге, јер је Катић за те предлоге углавном придобијао већину посланика. У скупштини је радикалне министре оптуживао да су мекушци и да су неспособни. Када би опозиција понекад тешко притисла радикалну владу није се покоравао дисциплини посланичког клуба своје странке, него је знао да буде на страни опозиције. Он и Тајсић залагали су се за што мање опорезивање сељака и за смањење чиновничких плата, без обзира да ли су радикали били на власти или опозицији. Успели су својим залагањима да смање порез на земљиште и да се повећају порез на чиновнике. Странка је често морала да трпи његово противљење ставу већине. Неколико пута био је потпредседник Народне скупштине.
Изабран је 1891. за председника Народне скупштине. Председавао је у народној ношњи, што је при сусретима са представницима других држава давало велики значај. Скупштинске седнице водио је са пуно такта, а скупштински пословник тумачио је као да је професор права. Био је обазрив према посланицима и објективан према свима. Уживао је глас председника Народне скупштине који је умео да се уздигне изнад партијских страсти и сукоба међу параламенарним групама.
Велика криза наступила је када се 1891. гласало о протеривању краљице Наталије. Заједно са неколико Радикала и опозицијом гласао је против протеривања краљице Наталије. Био је огорчен што је Радикална странка по жељи краља Милана протеривањем краљице погазила Устав и супроставила се народним жељама. Одмах након тога дао је оставку на место председника Народне скупштине. До смрти је остао члан Главног одбора Радикалне странке. Основао је 1897. земљорадничко-сељачку задругу, другу по реду у Србији.